# Agathisanthemum bojeri
Agathisanthemum bojeri är en måreväxtart som beskrevs av Johann Friedrich Klotzsch. Agathisanthemum bojeri ingår i släktet Agathisanthemum och familjen måreväxter.

## Underarter
Arten delas in i följande underarter:
- A. b. angolense
- A. b. bojeri
- A. b. linearifolia